# Caquorobert

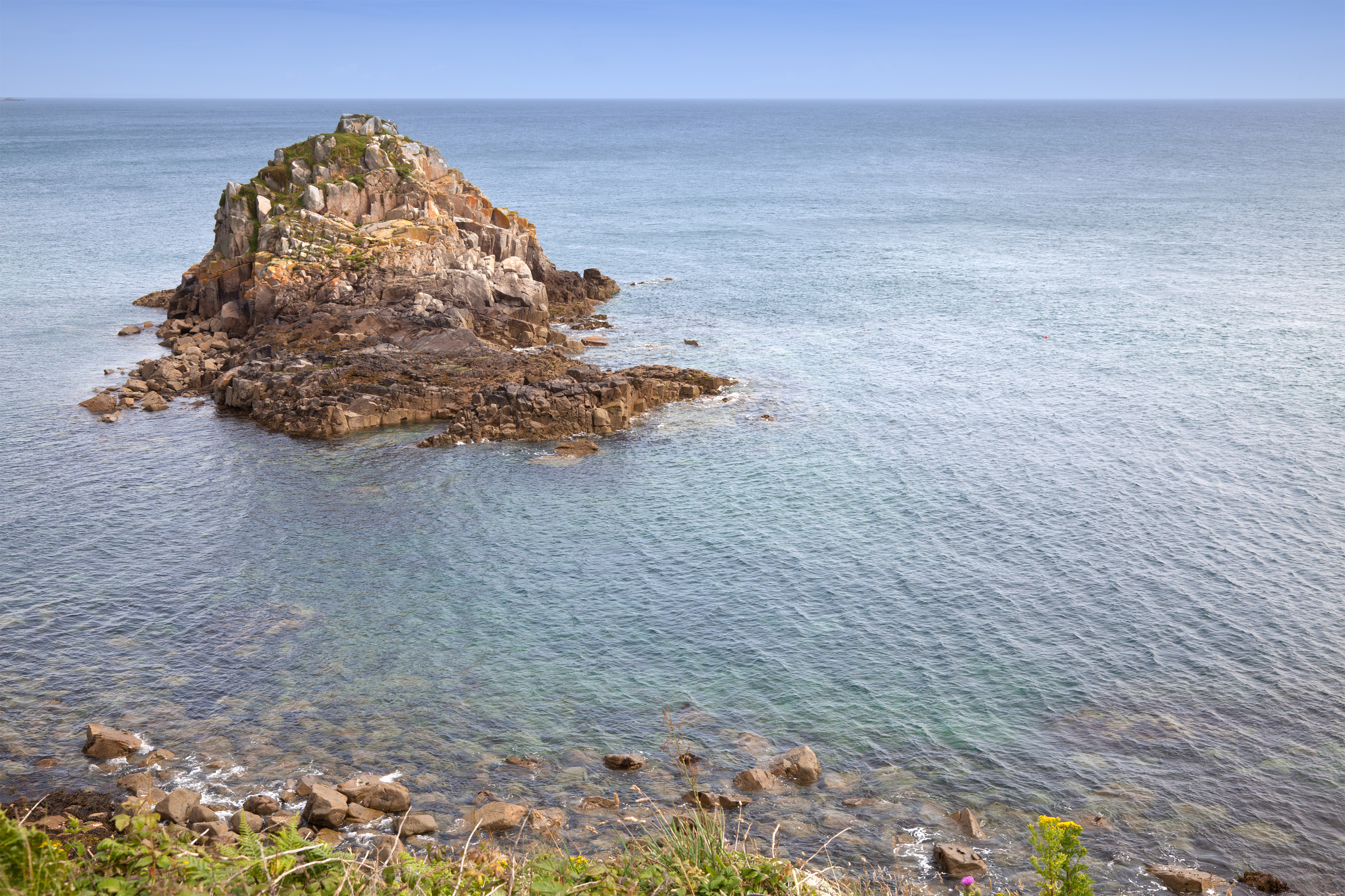
Caquorobert, a leste de Herm.

Caquorobert, também conhecido como Caguerobert, é um ilhéu desabitado no Bailiado de Guernsey, situado a 250 metros a leste de Herm. Possui ligação rochosa com esta ilha durante a maré baixa.